# Popoli romaní

Simbolo internazionale della popolazione romaní dal 1971

I popoli romaní sono un insieme di popolazioni accomunate dall'uso (presente o passato) della lingua romaní. Originariamente fuoricasta dell'India settentrionale, i popoli romaní si stabilirono in Europa nel corso del Medioevo e si sono diffusi in tempi più recenti anche in altri continenti (America). Le popolazioni romaní sono in massima parte stanziali e hanno generalmente le cittadinanze degli stati di rispettiva residenza. Tra i principali gruppi romaní in Italia vi sono i rom e i sinti. La disciplina che si occupa di studiare la storia, lingua e cultura dei popoli romaní (da non confondersi con i romeni) è la romanologia.
Nell'uso corrente, in italiano, si fa riferimento ai popoli romaní con termini quali "zingari" (o "zingani" o "zigani") e "gitani". Tali termini tuttavia sono percepiti da gran parte delle persone romaní come dispregiativi e offensivi, oltre che essere, in generale, negativamente connotati.

## Terminologia
Rom sta ad indicare un determinato popolo romaní, ed è il termine con il quale molti non-romaní oggi usano indicare (in maniera inesatta) tutti i gruppi romaní. I documenti del Consiglio d'Europa e dell'Unione europea utilizzano il termine plurale Roma come termine generico per indicare tutti i popoli romaní nel loro insieme.
Spesso, per indicare i popoli romaní, vengono usati anche altri termini: ad esempio, in italiano "zingari" (o "zingani" o "zigani") e "gitani"; in inglese gypsies e travellers ("viandanti"); in francese gens du voyage ("viaggiatori"), tsiganes, gitans e manouches; in spagnolo e in catalano gitanos; in tedesco Zigeuner; in ungherese cigány; in polacco cyganie, ecc. Tali termini, usati per indicare le popolazioni romaní da parte di chi non ne fa parte (esonimi), sono percepiti da gran parte delle persone romaní come dispregiative e offensive, oltre che negativamente connotate nella gran parte delle lingue. Il termine “zingari” è un eteronimo derivato probabilmente dal nome dell’antica setta eretica degli athìnganoi (“intoccabili”), originario del Cinquecento dopo Cristo e con cui, nel XII secolo, vennero chiamate le popolazioni provenienti dall’Asia Minore giunte nell’Impero Bizantino.
Secondo diversi studiosi, il termine corretto da utilizzare sarebbe quello proprio dell'etnia o, più in generale, la locuzione popolazione romaní, sostituendo quindi i termini zingaro/zingari, laddove usati come aggettivi, con i corrispondenti aggettivi romanó/romaní. In Italia, tuttavia, in documenti di emanazione ministeriale come ad esempio gli studi del Ministero dell'Interno, si continua a utilizzare il termine "zingari" per indicare l'insieme delle etnie e l'aggettivo "romaní" viene utilizzato solo in relazione alla lingua propria dei rom e sinti.
Sulla parola zingaro, zingano o zigano esistono diverse ipotesi etimologiche. La parola è chiaramente imparentata con il francese tsigane, il portoghese cigano, il rumeno țigan, l'ungherese cigány e il tedesco Zigeuner. Fino all'inizio del XX secolo molti studiosi collegavano "zingaro" ad Athingan, una popolazione mista sira, etiope e nubiana, che si sarebbe stabilita in Tracia in seguito alle vittorie dell'imperatore Costantino V, e che sarebbe stata poi dispersa dalle invasioni turche (è l'opinione fra gli altri di Ottorino Pianigiani, autore del Dizionario etimologico italiano del 1907). Attualmente, gli studiosi fanno risalire la parola dal greco medievale (Α)τσίγγανοι (A)tsínganoi (greco moderno Τσιγγάνοι, Tsingáni), tribù dell'Anatolia. Non è escluso che l'etimo originario sia indo-ario, atzigan. La stessa parola greca Ατσίγγανος viene collegata da alcuni studiosi ad Αθίγγανοι Athínganoi, "intoccabili", nome di gruppi eretici stanziati nelle regioni anatoliche di Frigia e Licaonia, che imponevano di non toccare le persone considerate impure. Il significato "intoccabili" però ha fatto pensare anche alla quinta casta indiana, i paria, considerati appunto impuri ed intoccabili. Questo ha indotto molti a immaginare che la connotazione della parola sia sempre stata negativa.
Altri ancora ritengono invece che la connotazione del significato fosse positiva, portando a sostegno di ciò un documento del 1387 di Nauplia, in Grecia, dove i veneziani confermarono i privilegi agli zingari concessi a loro dai bizantini. Privilegi che ritroviamo per questi popoli in diversi documenti per un centinaio di anni in diversi luoghi dell'Europa, come quella, per esempio, del 1423:
(da Jean-Paul Clébert, Les Tziganes)
Intorno al XVI secolo il termine avrebbe assunto la connotazione – negativa – che troviamo ancora oggi.
La parola gitano, come l'inglese gypsy e il francese gitan deriva dallo spagnolo gitano a sua volta derivato dal latino *aegypt(i)anus, "egiziano" (aggettivo derivato da Aegyptus, "Egitto"). Questo appellativo è sicuramente collegato alla leggenda di una provenienza dei Romaní dall'Antico Egitto: secondo il mito, i Romaní sarebbero discendenti da Ismaele, figlio che Abramo ebbe dalla sua schiava Agar
Piero Colacicchi sostiene che "nomade", riferito ai Rom, è un termine ottocentesco, usato non tanto per indicare lo stile di vita di questi quanto piuttosto con intento discriminatorio verso coloro che ritenevano "uomini inferiori" poiché "pigri, vagabondi, caratterialmente instabili", in contrapposizione a quello dell'uomo eletto, amante della patria, posato e seguace della morale. Il termine è peraltro in contraddizione con le effettive condizioni sociali della popolazione romaní, che almeno in Italia è in gran prevalenza stanziale.

## Storia

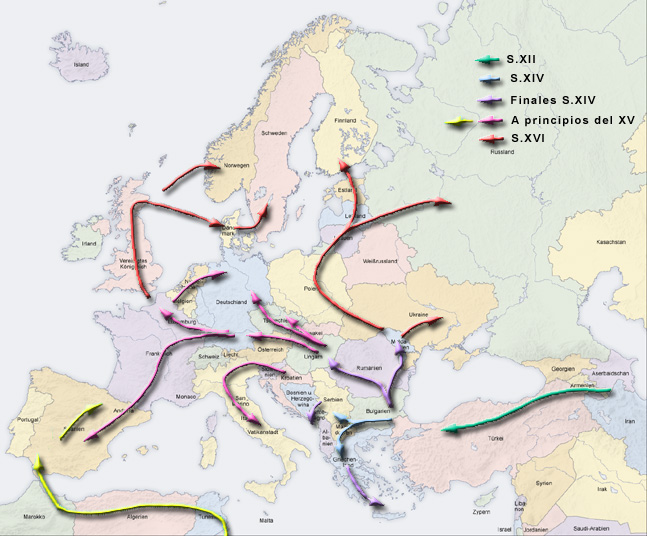
Migrazioni storiche della popolazione romaní

Originari dal subcontinente indiano di una regione situata tra l'India e il Pakistan odierni che, agli inizi dell'XI secolo, furono costretti ad abbandonare. Il principale argomento di tale tesi, comunque variamente circostanziata, è la loro lingua, di derivazione indoaria, le loro caratteristiche somatiche e le documentazioni storiografiche della loro antica presenza in tali territori. Non è tuttavia chiaro se tale regione sia stata il luogo di origine primitivo della cultura romaní o piuttosto una tappa intermedia di una migrazione ben più complessa, dal momento che tale cultura risulta radicalmente diversa da quelle dell'area indiana. Si suppone quindi che debba avere una più antica origine allogena, ancora non identificata, portata da un misterioso popolo ivi migrato e successivamente mescolatosi con stirpi locali e indianizzato nel linguaggio.
Seguendo le tracce linguistiche gli studiosi affermano che, nella propria fuga dal subcontinente indiano, la prima tappa della migrazione delle popolazioni romaní sia nell'Armenia storica, ove si stanziarono abbastanza a lungo da acquisire dalla lingua armena molti vocaboli, tra cui "vurdón" (carro). Dall'Armenia si spostarono poi verso l'Impero Bizantino, dove furono spesso confusi con la setta eretica degli athinganoi ("intoccabili"), praticanti della chiromanzia, da cui deriva secondo una teoria etimologica anche il nome zingaro.
Si stima che la popolazione romaní arrivò in Europa prevalentemente tra il XIV e il XV secolo. Tuttavia le prime testimonianze storiche della presenza della popolazione romaní risalgono al XV secolo e sono costituite principalmente da racconti di viaggiatori e pellegrini in Terra Santa.
Nei secoli successivi la presenza si consolida in tutto il mondo. Rom, Sinti, Kalé e Romanichals arriveranno ai nostri giorni superando persecuzioni di ogni genere: ordini di espulsione da diverse comunità, come dalla regione tedesca di Meißen nel 1416, Lucerna nel 1471, Milano nel 1493, Francia nel 1504, Aragona nel 1512, Svezia nel 1525, Inghilterra nel 1530 (con la Egyptians Act del 1530, abolita con la Repeal of Obsolete Statutes Act del 1856) e Danimarca nel 1536; arresti di massa in Spagna nel XVIII secolo; la schiavitù in Romania (abolita solamente dopo il 1850), l'espulsione forzata nel XVII secolo in Italia con l'accusa di essere portatori di malattie, i campi di concentramento nazisti e i sentimenti xenofobi sviluppatisi nell'epoca attuale.
Il regime nazista attuò il genocidio della popolazione romaní (Porajmos), uccidendo 250 000 "zingari" nei campi di sterminio. Altri 250 000 morirono appena catturati oppure durante il trasferimento verso i lager. I rom ricordano questa tragedia con il termine romaní Porajmos ("devastazione"), analogo a quello con cui si ricorda il più noto sterminio nazista del popolo ebraico, la Shoah ("sterminio") . Dal 2015, il 2 agosto è nell'Unione europea la giornata internazionale per il ricordo del genocidio delle popolazioni romaní.

## Descrizione

### Popoli romaní in Europa

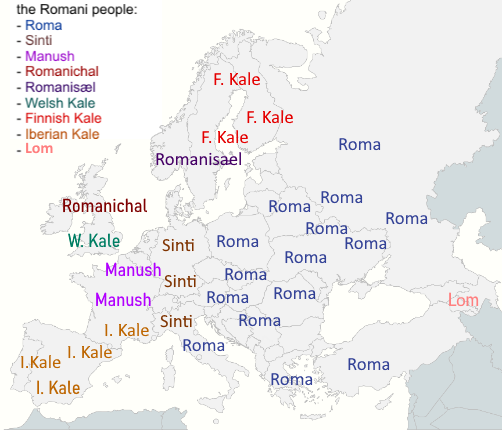
Distribuzione storica dei popoli di Lingua romaní in Europa.

La popolazione romaní è suddivisa nei seguenti gruppi:
- Rom (principalmente presenti in Europa centro e sud-orientale).
- Sinti (presenti in Germania, Austria, Francia, Paesi Bassi, Danimarca ed Italia), i Manouches in Francia[16]
- Kalé (presenti principalmente in Spagna ed in Portogallo)
- Romanichals (principalmente presenti nel Regno Unito)
- Romanisæl (principalmente presenti in Svezia ed in Norvegia)

Ciascuno di questi gruppi contiene al proprio interno ulteriori suddivisioni (sottogruppi).
Popolazioni non-romaní a volte genericamente accomunate a queste:
- Gens de Voyage (Francia, Belgio e Paesi Bassi)
- Jenisch (Germania, Svizzera, Austria, Paesi Bassi, Francia, Belgio, Spagna e Italia)
- Camminanti (Italia)
- Pavee (Irlanda, Gran Bretagna, USA, Canada, Australia e Nuova Zelanda)
- Tattaren (penisola scandinava)

### Lingua
La lingua delle popolazioni romaní, al giorno d'oggi parlata unicamente dai Rom e dai Sinti, è il romaní, un idioma indoeuropeo facente parte del gruppo delle lingue indoarie.

### Religione
Le popolazioni romaní normalmente adottano la religione praticata dalle popolazioni fra cui vivono. Sono prevalentemente cristiani protestanti in Scandinavia, ortodossi in Europa orientale, cattolici in Europa occidentale e meridionale. I rom dei Balcani (Bosnia ed Erzegovina, Macedonia, Kosovo) sono tra i pochi ad essere di prevalente fede musulmana. Alle loro origini in India i popoli romaní erano prevalentemente seguaci della dea madre induistica pre-indoeuropea (non vedica, non brahmanica), Kāli Mā (la "Madre Nera"); spostandosi in Europa e adottando il cristianesimo, il culto di Kali è stato trasmutato nel culto della santa Sara la Nera (non riconosciuta ufficialmente dalla Chiesa Cattolica) ancora presente a Saintes-Maries-de-la-Mer, in Camarga, Francia.
Essi quasi sempre rielaborano queste religioni inserendo i concetti mitici della loro cultura. I Rom ed i Sinti hanno la visione mitica di un mondo diviso tra forze oscure e contrarie, benefiche o malefiche, in perpetua lotta. Le due forze sono Dio e il diavolo. Dio creatore, principio del bene e il diavolo, principio del male, sono ambedue potenti e in lotta tra loro. Il Dio creatore (Del o Devél) è assistito da forze spirituali soprannaturali benigne; dall'altra parte vi sono creature maligne che agiscono nella sfera dominata dal diavolo (Beng). Inoltre essi credono ai santi ed agli spiriti dei defunti (mulé).

### Struttura sociale e tradizioni

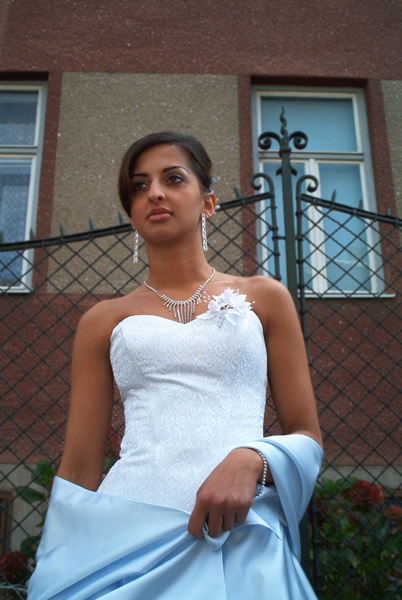
Damigella d'onore ad un matrimonio romaní in Repubblica Ceca

Sebbene non esista uno schema generale della struttura sociale valido per tutte le etnie, si può affermare che fra i romaní non esistano le classi sociali come si intendono comunemente. Le uniche distinzioni all'interno delle comunità sono quella tra i sessi (maschi - femmine) e quella basata sull'età (giovane - anziano).
Inoltre in primo luogo il romaní conta la famiglia, e precisamente marito, moglie e figli. Al di là del nucleo famigliare vi è la famiglia estesa, che comprende i parenti, con i quali vengono sovente mantenuti i rapporti di convivenza nello stesso gruppo, comunanza di interessi e di affari. Poi esiste la kumpánia, cioè l'insieme di più famiglie estese non necessariamente unite da legami di parentela, ma tutte appartenenti allo stesso gruppo ed anche allo stesso sottogruppo o a sottogruppi affini.
Secondo Leonardo Piasere, "gli zingari hanno sempre avuto una netta divisione tra maschio e femmina, ma più come divisione dei compiti, che di potere effettivo, anche se per l'esterno l'uomo rappresenta il capofamiglia. La vita zingara non è scandita da un ritmo temporale. Per loro il primo posto nella scala dei valori è la famiglia. ...Nella famiglia... che è sempre spinta all'autonomia, il prestigio viene conquistato dal capofamiglia per quello che realmente fa e non tanto perché riesce ad imporre la propria volontà ad altre persone".
La nascita e la morte sono considerati eventi impuri. Nella popolazione romaní l'ospedale, il medico, il prete ricordano la morte e pertanto i contatti con loro devono essere ridotti al minimo. La donna mestruata e la puerpera sono fonte di impurità e non possono fare vita pubblica o lavare i propri panni insieme a quelli degli altri. Nei rom "vlaχ" (originari della Valacchia), presso i quali il concetto di impurità è più radicato, durante la gravidanza e per quaranta giorni successivi al parto alla neo-mamma non è consentito di svolgere alcuna attività (ad esempio cucinare). Al termine del periodo di purificazione, i vestiti indossati, il letto, i piatti, i bicchieri e gli altri oggetti adoperati dalla puerpera sono distrutti o bruciati.
Il culto dei morti è molto sentito ed è diffusa la convinzione che il morto, se non debitamente onorato, possa riapparire in forma di animale o di uomo per vendicarsi.
Il matrimonio, che di solito matura in giovane età, è regolato da usanze che sono diverse da etnia a etnia. Così nei Sinti il matrimonio avviene per fuga (i due giovani si rifugiano per alcuni giorni presso parenti), invece nei Rom avviene per "acquisto": quando c'è l'accordo dei due giovani e delle rispettive famiglie, la famiglia dello sposo corrisponde una somma di denaro alla famiglia della sposa a titolo di risarcimento.
Il matrimonio può aversi anche tra persone di diversa etnia o tra un/una romaní e una/un "gağé" (cioè estraneo alla popolazione romaní).